# Steven Wood
Pour les articles homonymes, voir Wood.
Steven Wood né le 17 mars 1961 et mort le 23 novembre 1995, est un kayakiste australien pratiquant la course en ligne. Il était marié à la kayakiste Anna Wood.

## Palmarès

### Jeux olympiques de canoë-kayak course en ligne
- 1992 à Barcelone,  Espagne
  -  Médaille de bronze en K-4 1000 m avec Kelvin Graham, Ramon Andersson et Ian Rowling

### Championnats du monde de canoë-kayak course en ligne
- 1986 à Montréal,  Canada
  -  Médaille de bronze en K-2 1000 m
- 1991 à Paris,  France
  -  Médaille d'argent en K-1 200 m